# Kate Gosselin
Kate Irene Gosselin (Filadélfia, 28 de março de 1975) é uma personalidade televisiva norte-americana. Gosselin alcançou o reconhecimento nacional no reality show Jon & Kate Plus 8 no qual ela e seu então marido Jon Gosselin mostram sua família atípica de sêxtuplos e gêmeos.